# Guldhjälmen
Der Guldhjälmen (dt. Goldener Helm) ist eine schwedische Eishockeytrophäe, die jährlich an den wertvollsten Spieler (MVP) der Svenska Hockeyligan (ehemals Elitserien) respektive Svenska damhockeyligan (SDHL) nach einer Abstimmung unter den jeweiligen Spielern der Liga, vergeben wird. Der Preis wurde bei den Männern zum ersten Mal 1986 verliehen, bei den Frauen erstmals 2020.

## Preisträger der Frauen
- 2025 – Elisa Holopainen, Frölunda HC
- 2024 – Lina Ljungblom, MODO Hockey
- 2023 – Anna Meixner, Brynäs IF[2]
- 2022 – Sydney Brodt, Linköping HC[3]
- 2021 – Kateřina Mrázová, Brynäs IF
- 2020 – Lara Stalder, Brynäs IF

## Preisträger der Männer
- 2025 – David Tomášek, Färjestad BK
- 2024 – Joel Persson, Växjö Lakers
- 2023 – Antti Suomela, IK Oskarshamn
- 2022 – Max Véronneau, Leksands IF
- 2021 – Marek Hrivík, Leksands IF
- 2020 – Kodie Curran, Rögle BK
- 2019 – Jacob Josefson, Djurgårdens IF
- 2018 – Joakim Lindström, Skellefteå AIK
- 2017 – Joakim Lindström, Skellefteå AIK
- 2016 – Anton Rödin, Brynäs IF
- 2015 – Derek Ryan, Örebro HK
- 2014 – Joakim Lindström, Skellefteå AIK
- 2013 – Bud Holloway, Skellefteå AIK[4]
- 2012 – Jakob Silfverberg, Brynäs IF
- 2011 – Magnus Johansson, Linköpings HC
- 2010 – Mats Zuccarello Aasen, MODO Hockey
- 2009 – Johan Davidsson, HV71
- 2008 – Tony Mårtensson, Linköpings HC
- 2007 – Fredrik Bremberg, Djurgårdens IF
- 2006 – Andreas Karlsson, HV71
- 2005 – Henrik Lundqvist, Frölunda HC
- 2004 – Magnus Kahnberg, Västra Frölunda HC
- 2003 – Niklas Andersson, Västra Frölunda HC
- 2002 – Ulf Söderström, Färjestad BK
- 2001 – Kristian Huselius, Västra Frölunda HC
- 2000 – Rikard Franzén, AIK Ishockey
- 1999 – Jan Larsson, Brynäs IF
- 1998 – Tommy Söderström, Djurgårdens IF
- 1997 – Jarmo Myllys, Luleå HF
- 1996 – Esa Keskinen, HV71
- 1995 – Per-Erik Eklund, Leksands IF
- 1994 – Peter Forsberg, MODO Hockey
- 1993 – Peter Forsberg, MODO Hockey
- 1992 – Håkan Loob, Färjestad BK
- 1991 – Håkan Loob, Färjestad BK
- 1990 – Bengt-Åke Gustafsson, Färjestad BK
- 1989 – Anders Eldebrink, Södertälje SK
- 1988 – Anders Eldebrink, Södertälje SK
- 1987 – Peter Lindmark, Färjestad BK
- 1986 – Kari Eloranta, HV71